# استانیسواف میخالسکی
استانیسواف میخالسکی (لهستانی: Stanisław Michalski؛ ۳ سپتامبر ۱۹۳۲ – ۱ فوریهٔ ۲۰۱۱) بازیگر اهل لهستان بود.
از فیلم‌ها یا برنامه‌های تلویزیونی که وی در آن نقش داشته‌است، می‌توان به شکایت، نگرش تنگ‌نظرانه ۱۹۰۱، سیل، سه داستان، ترانه عاشقانه‌ای برای یانوشِک، خانواده جایگزین، اجاره‌نشین‌ها، بازیگران شهرستانی، «طبل حلبی» و «شکنجه» اشاره کرد.
وی همچنین برندهٔ جوایزی همچون گلوریا آرتیس شده‌است.